# Matheus Batista
Matheus dos Santos Batista, noto semplicemente come Matheus Batista (Americana, 16 giugno 1995), è un calciatore brasiliano, attaccante del Taubaté.

## Caratteristiche tecniche
È una punta centrale.

## Carriera

### Club
Cresciuto nelle giovanili del Grêmio Novorizontino, ha esordito in prima squadra il 17 febbraio 2013 in un match del Campeonato Paulista Série A3 vinto 2-1 contro il Flamengo-SP, partita in cui ha siglato il gol vittoria all'87'.

## Statistiche

### Presenze e reti nei club
Statistiche aggiornate al 21 novembre 2017.
| Stagione        | Squadra              | Campionato      | Campionato | Campionato | Coppe nazionali | Coppe nazionali | Coppe nazionali | Coppe continentali | Coppe continentali | Coppe continentali | Altre coppe | Altre coppe | Altre coppe | Totale | Totale | Totale |
| Stagione        | Squadra              | Comp            | Pres       | Reti       | Comp            | Pres            | Reti            | Comp               | Pres               | Reti               | Comp        | Pres        | Reti        | Pres   | Reti   |        |
| --------------- | -------------------- | --------------- | ---------- | ---------- | --------------- | --------------- | --------------- | ------------------ | ------------------ | ------------------ | ----------- | ----------- | ----------- | ------ | ------ | ------ |
| 2013            | Grêmio Novorizontino | PAU3            | 2          | 1          |                 | -               | -               |                    | -                  | -                  |             | -           | -           | 2      | 1      |        |
| 2016            | Grêmio               | A+GAU           | 11+2       | 1+1        | CB              | 1               | 0               | CL                 | 0                  | 0                  | PL          | 0           | 0           | 14     | 2      |        |
| gen.-giu. 2017  | Tondela              | PL              | 4          | 0          | TP+TL           | -               | -               |                    | -                  | -                  |             | -           | -           | 4      | 0      |        |
| 2017            | Grêmio               | A+GAU           | 3+0        | 1+0        | CB              | 0               | 0               | CL                 | 0                  | 0                  | PL          | 1           | 0           | 4      | 1      |        |
| Totale carriera | Totale carriera      | Totale carriera | 22         | 4          |                 | 1               | 0               |                    | 0                  | 0                  |             | 1           | 0           | 24     | 4      |        |

## Palmarès

### Club

#### Competizioni nazionali
- Coppa del Brasile: 1

Grêmio: 2016

#### Competizioni internazionali
- Coppa Libertadores: 1

Grêmio: 2017

#### Competizioni regionali
- Copa Verde: 1

Paysandu: 2022